# Arcos de Valdevez
Arcos de Valdevez é uma vila raiana portuguesa, sede do município homónimo subdividido em 36 freguesias. Este conta com uma área total de 447,60 km2 e uma população residente de 20 718 habitantes, possuindo uma densidade populacional de 46,3 hab./km2.
Pertencente ao distrito de Viana do Castelo, é parte integrante da Sub-região do Alto Minho (NUTS III) e, por conseguinte, à Região Norte (NUTS II) de Portugal Continental (NUTS I). O município é limitado a norte pelo município de Monção, a nordeste por Melgaço, a este pela Comunidade Autónoma da Galiza, a sul por Ponte da Barca, a sudoeste por Ponte de Lima e a oeste por Paredes de Coura.
O chamado Torneio de Arcos de Valdevez, também conhecido por "Recontro de Valdevez", foi um importante e decisivo episódio da História de Portugal ligado aos primeiros tempos da nacionalidade, sendo o antecedente da celebração do Tratado de Zamora em 1143.
No ano de 1662, durante a Guerra da Restauração, a vila foi incendiada pelo general governador de armas de Castela D. Baltazar Rojas Pantoja, que estabeleceu o seu quartel-general no Paço de Giela, numa ofensiva sobre o Minho.
O ponto mais alto do município situa-se na Pedrada, com a altitude de 1416 metros, na Serra de Soajo.

## Freguesias

Freguesias do município de Arcos de Valdevez.

O município de Arcos de Valdevez está dividido em 36 freguesias:
| Freguesia                                          | Residentes (2021) |
| -------------------------------------------------- | ----------------- |
| Aboim das Choças                                   | 295               |
| Aguiã                                              | 707               |
| Álvora e Loureda                                   | 378               |
| Arcos de Valdevez (São Paio) e Giela               | 1676              |
| Arcos de Valdevez (Salvador), Vila Fonche e Parada | 2754              |
| Ázere                                              | 207               |
| Cabana Maior                                       | 177               |
| Cabreiro                                           | 324               |
| Cendufe                                            | 308               |
| Couto                                              | 646               |
| Eiras e Mei                                        | 322               |
| Gavieira                                           | 258               |
| Gondoriz                                           | 861               |
| Grade e Carralcova                                 | 450               |
| Guilhadeses e Santar                               | 1172              |
| Jolda (Madalena) e Rio Cabrão                      | 421               |
| Miranda                                            | 245               |
| Monte Redondo                                      | 196               |
| Oliveira                                           | 327               |
| Paçô                                               | 970               |
| Padreiro (Salvador e Santa Cristina)               | 349               |
| Padroso                                            | 197               |
| Portela e Extremo                                  | 323               |
| Prozelo                                            | 815               |
| Rio de Moinhos                                     | 433               |
| Rio Frio                                           | 536               |
| Sabadim                                            | 410               |
| São Jorge e Ermelo                                 | 713               |
| São Paio de Jolda                                  | 316               |
| Senharei                                           | 164               |
| Sistelo                                            | 199               |
| Soajo                                              | 670               |
| Souto e Tabaçô                                     | 913               |
| Távora (Santa Maria e São Vicente)                 | 848               |
| Vale                                               | 662               |
| Vilela, São Cosme e São Damião e Sá                | 476               |
| Total                                              | 20718             |

## Toponímia
Esta localidade foi anteriormente conhecida como Arcobriga durante o períodos romano e visigótico, sendo que este nome resulta da aglutinação dos étimos Arcus, que em latim significa para «arco», e Briga, que provém do celta antigo e significa «povoação fortificada». A primeira parte do topónimo moderno, «Arcos», ainda preserva parte desse nome original.
Quanto à segunda parte deste topónimo, "Valdevez", diz respeito ao vale do rio Vez. Por seu turno, este rio tem um nome de origem céltica, sendo que há outros rios europeus, que também foram designados com base nesse mesmo étimo celta, designadamente o rio Bétis (hoje em dia designado Guadalquivir), em Espanha, e em França, os rios Bèze e Béziers, que por seu turno deram nome às respectivas localidades homónimas.

## Turismo
A Porta do Mezio, uma das cinco portas do Parque Nacional da Peneda Gerês, é o hall de entrada para a magnífica imensidão das montanhas e vales do Soajo e Peneda. Um território tão magnífico que a UNESCO o considera Reserva Mundial da Biosfera. Na Porta, para além de ficar a conhecer todos os pormenores necessários para se aventurar pelas florestas e montes, pode passar momentos de descontração e grande diversão com a família e amigos. 
As vantagens naturais de um município integrado no singular Parque Nacional da Peneda-Gerês, declarado pela UNESCO como Reserva Mundial da Biosfera, fazem também de Arcos de Valdevez um destino turístico que oferece uma riqueza ambiental, paisagística e a biodiversidade de um território de excelência no contexto nacional e internacional.
Este Parque prima pela riqueza das suas belíssimas paisagens, por entre serras, grandes altitudes, planaltos, vales, barragens, cascatas e uma fauna e flora riquíssima que se quer preservada. 
Para além de toda a beleza natural, é igualmente uma zona de tradições e costumes, já habitada desde o período neolítico, de pequenas aldeias que sabiamente combateram o passar do tempo, encontrando-se importantes vestígios arqueológicos de tempos distantes (como os Dólmenes do planalto de Castro Laboreiro ou da serra do Soajo), e um espírito comunitário muito próprio, subsistindo mormente através da agricultura, da pastorícia e da pecuária. 
Em termos de flora, as espécies mais características no Parque são o carvalho, o medronheiro, o azevinho, o azereiro ou o pinheiro e diversas espécies de arbustos como urzes e giestas, bem como espécies apenas encontradas na zona do gerês: o lírio-do-gerês, o feto-do-gerês e o hipericão-do-gerês. 
Neste ambiente idílico, de abundância de água e floresta cerrada, a fauna que aqui encontra o seu habitat é, também ela, abundante e especial. Entre tantas outras, na área do Parque Nacional encontram-se o javali, o veado, o texugo, a lontra, a marta, o esquilo, o lobo, o corço, a águia-real, o falcão, a víbora negra, a cobra-d’água, o lagarto d’água, a salamandra, entre tantos outros.
Existem diversos percursos previamente elaborados e devidamente identificados para melhor usufruir da fantástica beleza natural deste idílico Parque, entre eles: Percursos pedestres de curta duração, com ou sem guia; Trilhos de longo curso, para percorrer a pé ou de bicicleta; Trilho histórico da Geira Romana; Trilho equestre de longa duração, com guia; Percursos de automóvel, para um reconhecimento rápido do Parque Nacional da Peneda-Gerês. 
O Parque oferece igualmente um Centro de Informação, um Centro de Interpretação e um Núcleo Eco-museológico. 
O município é marcado por uma paisagem verde, com flora e fauna abundante, arquitectura solarenga e um rio que marca a vida arcuense. Segundo alguns estudiosos, o Rio Vez é o menos poluído da Europa. Com uma localização geográfica atractiva, o Turismo Rural também é muito frequente, e são muitos aqueles que não perdem uma visita ao Parque Nacional Peneda-Gerês, ao Soajo, e à Peneda. Envolta em montanhas, a vila apresenta recantos e miradouros de uma beleza única, realçando-se a Serra da Peneda e os miradouros de Adrão e Penedo da Meadinha. Sistelo, também conhecido como "o pequeno Tibete português", é famoso pelos seus socalcos, que surgem pela necessidade de aumentar a superfície agrícola e de contrariar os declives. No que se refere ao património cultural, destacamos os monumentos, a arqueologia, os valores artísticos e etnográficos relacionados com a arte popular, ofícios e utensílios, o folclore, as festas e exposições aliados a uma gastronomia típica e variada. 
Vale a pena acompanhar a zona verde junto ao rio Vez e parar numa esplanada. Na margem direita, caminha-se por simpáticas ruas pedonais.  
O Circuito Bio Saudável nas margens do Rio Vez promove a actividade física e o lazer de toda a família num ambiente saudável, bem como atrai mais e novos visitantes que cada vez mais procuram o contacto com a natureza e a descoberta das riquezas da região. Em simultâneo, também se praticam outras actividades desportivas ao ar livre, como as caminhadas, as corridas ao ar livre, os passeios de bicicleta, a prática futebolística, entre outras. 
Em vários pontos, surgem as casas antigas, bem recuperadas, como a setecentista Casa do Terreiro, hoje Casa das Artes e Biblioteca Municipal. 
O Paço de Giela, um dos mais importantes monumentos do município e classificado como monumento de interesse nacional desde 1910, é um dos mais interessantes exemplos de habitação nobre em meio rural da Idade Média em Portugal. Composto por uma torre medieval e um paço quinhentista, foi adquirido pelo município arcuense e alvo de um projecto de valorização específico, que consolidou todo o seu potencial arquitectónico e histórico. A intervenção dotou o imóvel de valências culturais e de promoção turística, e foi inaugurado a 11 de Julho de 2015. 
Os pratos típicos desta terra são a Carne da Cachena, o Cozido à Minhota, o Cabrito e os Rojões e papas de Sarrabulho, na doçaria é de referir o bolo de discos, os charutos dos Arcos, os rebuçados dos Arcos e o Pão-de-Ló de Soajo. 

## Política

### Eleições autárquicas[15]
| Data | %       | V       | %     | V     | %      | V      | %            | V            | %              | V  | %              | V   | %  | V  | Participação |                |
| Data | PPD/PSD | PPD/PSD | PS    | PS    | CDS-PP | CDS-PP | FEPU/APU/CDU | FEPU/APU/CDU | AD             | AD | PRD            | PRD | CH | CH | Participação |                |
| ---- | ------- | ------- | ----- | ----- | ------ | ------ | ------------ | ------------ | -------------- | -- | -------------- | --- | -- | -- | ------------ | -------------- |
| Data | 1976    | 43,81   | 4     | 23,72 | 2      | 21,11  | 1            | 4,31         | -              |    |                |     |    |    |              | 55,51 / 100,00 |
| 1979 | AD      | AD      | 26,81 | 2     | AD     | AD     | 4,59         | -            | 64,88          | 5  | 65,20 / 100,00 |     |    |    |              |                |
| 1982 | 40,83   | 3       | 22,76 | 2     | 26,99  | 2      | 5,20         | -            |                |    | 63,36 / 100,00 |     |    |    |              |                |
| 1985 | 51,80   | 5       | 19,34 | 1     | 18,42  | 1      | 3,40         | -            | 3,13           | -  | 62,29 / 100,00 |     |    |    |              |                |
| 1989 | 51,80   | 4       | 31,85 | 3     | 8,86   | -      | 3,39         | -            |                |    | 62,02 / 100,00 |     |    |    |              |                |
| 1993 | 64,07   | 6       | 19,24 | 1     | 7,63   | -      | 5,06         | -            | 60,51 / 100,00 |    |                |     |    |    |              |                |
| 1997 | 59,12   | 5       | 27,85 | 2     | 5,87   | -      | 3,52         | -            | 60,12 / 100,00 |    |                |     |    |    |              |                |
| 2001 | 67,44   | 5       | 24,57 | 2     |        |        | 4,14         | -            | 60,62 / 100,00 |    |                |     |    |    |              |                |
| 2005 | 66,56   | 5       | 24,88 | 2     | 2,39   | -      | 2,11         | -            | 60,43 / 100,00 |    |                |     |    |    |              |                |
| 2009 | 68,29   | 6       | 19,81 | 1     | 6,39   | -      | 1,90         | -            | 52,51 / 100,00 |    |                |     |    |    |              |                |
| 2013 | 53,14   | 4       | 26,24 | 2     | 11,44  | 1      | 3,24         | -            | 50,89 / 100,00 |    |                |     |    |    |              |                |
| 2017 | 67,81   | 6       | 17,68 | 1     | 5,62   | -      | 3,86         | -            | 53,63 / 100,00 |    |                |     |    |    |              |                |
| 2021 | 58,28   | 5       | 30,32 | 2     | 2,50   | -      | 2,13         | -            | 2,68           | -  | 57,08 / 100,00 |     |    |    |              |                |

### Eleições legislativas
| Data | %     | %     | %     | %    | %     | %     | %        | %     | %    | %     | %    | %   | %       | % | %  | %  |
| Data | PSD   | PS    | CDS   | PCP  | UDP   | AD    | APU/ CDU | FRS   | PRD  | PSN   | BE   | PAN | PSD CDS | L | CH | IL |
| ---- | ----- | ----- | ----- | ---- | ----- | ----- | -------- | ----- | ---- | ----- | ---- | --- | ------- | - | -- | -- |
| 1976 | 46,59 | 22,34 | 14,48 | 3,25 | 0,40  |       |          |       |      |       |      |     |         |   |    |    |
| 1979 | AD    | 23,46 | AD    | APU  | 0,75  | 57,05 | 3,93     |       |      |       |      |     |         |   |    |    |
| 1980 | AD    | FRS   | AD    | APU  | 0,56  | 65,24 | 4,90     | 19,83 |      |       |      |     |         |   |    |    |
| 1983 | 42,68 | 28,43 | 16,07 | APU  | 0,26  |       | 4,42     |       |      |       |      |     |         |   |    |    |
| 1985 | 41,69 | 20,13 | 17,31 | APU  | 1,35  | 3,72  | 7,95     |       |      |       |      |     |         |   |    |    |
| 1987 | 58,80 | 20,72 | 7,78  | CDU  | 0,48  | 2,03  | 2,25     |       |      |       |      |     |         |   |    |    |
| 1991 | 65,37 | 21,21 | 5,74  | CDU  |       | 2,18  | 0,84     | 0,80  |      |       |      |     |         |   |    |    |
| 1995 | 52,10 | 33,66 | 7,79  | CDU  | 0,38  | 2,20  |          |       |      |       |      |     |         |   |    |    |
| 1999 | 50,04 | 36,05 | 7,47  | CDU  |       | 2,02  | 0,42     | 0,61  |      |       |      |     |         |   |    |    |
| 2002 | 56,64 | 30,19 | 6,73  | CDU  | 1,07  |       | 0,97     |       |      |       |      |     |         |   |    |    |
| 2005 | 44,56 | 39,30 | 6,96  | CDU  | 1,61  | 2,65  |          |       |      |       |      |     |         |   |    |    |
| 2009 | 40,79 | 36,45 | 9,19  | CDU  | 1,85  | 4,85  |          |       |      |       |      |     |         |   |    |    |
| 2011 | 54,41 | 25,71 | 9,56  | CDU  | 2,11  | 2,49  | 0,64     |       |      |       |      |     |         |   |    |    |
| 2015 | CDS   | 27,37 | PSD   | CDU  | 2,50  | 4,39  | 0,58     | 55,15 | 0,23 |       |      |     |         |   |    |    |
| 2019 | 43,95 | 34,79 | 4,56  | CDU  | 2,36  | 4,23  | 1,96     |       | 0,48 | 0,45  | 0,36 |     |         |   |    |    |
| 2022 | 41,60 | 42,07 | 2,31  | CDU  | 1,49  | 1,83  | 0,75     | 0,52  | 4,35 | 2,00  |      |     |         |   |    |    |
| 2024 | AD    | 27,74 | AD    | CDU  | 42,98 | 0,90  | 2,29     | 1,24  | 1,22 | 15,04 | 2,46 |     |         |   |    |    |

## Demografia
★ Os Recenseamentos Gerais da população portuguesa, regendo-se pelas orientações do Congresso Internacional de Estatística de Bruxelas de 1853, tiveram lugar a partir de 1864, encontrando-se disponíveis para consulta no site do Instituto Nacional de Estatística (INE). 
| Número de habitantes | Número de habitantes | Número de habitantes | Número de habitantes | Número de habitantes | Número de habitantes | Número de habitantes | Número de habitantes | Número de habitantes | Número de habitantes | Número de habitantes | Número de habitantes | Número de habitantes | Número de habitantes | Número de habitantes | Número de habitantes |
| -------------------- | -------------------- | -------------------- | -------------------- | -------------------- | -------------------- | -------------------- | -------------------- | -------------------- | -------------------- | -------------------- | -------------------- | -------------------- | -------------------- | -------------------- | -------------------- |
| 1864                 | 1878                 | 1890                 | 1900                 | 1911                 | 1920                 | 1930                 | 1940                 | 1950                 | 1960                 | 1970                 | 1981                 | 1991                 | 2001                 | 2011                 | 2021                 |
| 29 064               | 30 907               | 31 271               | 31 968               | 33 567               | 33 306               | 32 163               | 37 283               | 39 381               | 38 739               | 34 355               | 31 156               | 26 976               | 24 761               | 22 847               | 20 718               |

Obs.: Número de habitantes "residentes", ou seja, que tinham a residência oficial neste município à data em que os censos  se realizaram.)
| Número de habitantes por grupo etário | Número de habitantes por grupo etário | Número de habitantes por grupo etário | Número de habitantes por grupo etário | Número de habitantes por grupo etário | Número de habitantes por grupo etário | Número de habitantes por grupo etário | Número de habitantes por grupo etário | Número de habitantes por grupo etário | Número de habitantes por grupo etário | Número de habitantes por grupo etário | Número de habitantes por grupo etário | Número de habitantes por grupo etário | Número de habitantes por grupo etário |
| ------------------------------------- | ------------------------------------- | ------------------------------------- | ------------------------------------- | ------------------------------------- | ------------------------------------- | ------------------------------------- | ------------------------------------- | ------------------------------------- | ------------------------------------- | ------------------------------------- | ------------------------------------- | ------------------------------------- | ------------------------------------- |
|                                       | 1900                                  | 1911                                  | 1920                                  | 1930                                  | 1940                                  | 1950                                  | 1960                                  | 1970                                  | 1981                                  | 1991                                  | 2001                                  | 2011                                  | 2021                                  |
| 0-14 Anos                             | 9 900                                 | 10 653                                | 10 633                                | 11 217                                | 12 782                                | 13 052                                | 12 990                                | 11 485                                | 8 542                                 | 5 371                                 | 3 184                                 | 2 579                                 | 1 923                                 |
| 15-24 Anos                            | 5 542                                 | 5 649                                 | 5 693                                 | 5 861                                 | 6 149                                 | 6 259                                 | 5 704                                 | 4 590                                 | 4 998                                 | 3 560                                 | 3 185                                 | 2 080                                 | 1 790                                 |
| 25-64 Anos                            | 14 068                                | 14 394                                | 14 296                                | 14 369                                | 15 304                                | 16 300                                | 16 260                                | 14 375                                | 12 617                                | 12 093                                | 11 762                                | 11 131                                | 9 547                                 |
| = ou > 65 Anos                        | 2 091                                 | 2 321                                 | 2 274                                 | 2 436                                 | 2 705                                 | 3 201                                 | 3 785                                 | 3 915                                 | 4 999                                 | 5 952                                 | 6 630                                 | 7 057                                 | 7 458                                 |

(Obs: De 1900 a 1950 os dados referem-se à população "de facto", ou seja, que estava presente no município à data em que os censos se realizaram. Daí que se registem algumas diferenças relativamente à designada população residente)

## Património
- Igreja da Lapa (Arcos de Valdevez)
- Pelourinho de Soajo
- Pelourinho de Arcos de Valdevez
- Mosteiro de Ermelo
- Igreja do Espírito Santo (Arcos de Valdevez)
- Igreja Matriz de Arcos de Valdevez
- Igreja da Misericórdia de Arcos de Valdevez
- Espigueiros de Soajo
- Paço de Giela
- Igreja do Vale
- Santuário da Senhora da Peneda
- Casa das Artes
- Quinta do Couto
- Casa-Memória do Escritor Tomaz de Figueiredo (Casa de Casares)

## Personalidades ilustres
- Conde dos Arcos

## Geminações
A vila de Arcos de Valdevez é geminada com as seguintes cidades:
- Santos, São Paulo, Brasil
- Dammarie-lès-Lys, Sena e Marne, França
- Antony, Altos do Sena, França